# Lophops angustipennis
Lophops angustipennis är en insektsart som beskrevs av Stsl 1866. Lophops angustipennis ingår i släktet Lophops och familjen Lophopidae. Inga underarter finns listade i Catalogue of Life.